# Galéran III de Meulan
Galéran III ou Valéran III fut vicomte de Meulan à partir de 1005, puis s'intitula comte de Meulan peu avant 1015. Il était fils d'Hugues Ier, vicomte de Meulan, et d'Oda du Vexin.
L'année de sa naissance n'est pas connue. L'on peut cependant l'estimer à 990/95, car son père est né aux alentours de 965, et Galéran est suffisamment puissant en 1015 pour prendre le titre de comte.
En 1013, allié au comte Eudes II de Blois, il combat le duc Richard II de Normandie, puis le roi Robert II de France. C'est une lettre de l'évêque Fulbert de Chartres, datée de 1015, qui le qualifie de comte, qui l'incite à changer d'alliance et à se ranger aux côtés du roi de France. Il s'allie également au duc de Normandie et accorde en 1023 des exemptions de péage aux moines de Fécamp. Entre 1027 et 1031, un différend l'oppose à l'abbaye de Jumièges à propos de la terre de Bouafle.
En 1041, avec son cousin Raoul IV de Vexin, il se révolte contre le roi Henri Ier, mais est vaincu, et ne conserve ses terres que par le soutien du duc de Normandie.[réf. nécessaire]
Galéran III mourut le 8 décembre 1069, et son fils Hugues III lui succéda.

## Mariages et enfants
Il épousa avant 1015 Ode (encore vivante en 1030), qui donna naissance à :
- Hugues III (mort en 1080), comte de Meulan ;
- Adeline (morte en 1081), comtesse de Meulan, mariée à Roger le Barbu (né v. 1015 et mort en 1094), seigneur de Beaumont.

Il épousa en secondes noces Aelis, qui donna naissance à :
- Galéran de Meulan, cité en 1066, et tige d'une branche qui se perpétua jusqu'au XIIIe siècle ;
- Foulques de Meulan, cité en 1069.

On ne sait pas pourquoi Galéran de Meulan ne succéda pas à son frère Hugues III.
Une autre fille est connue, sans que l'on sache de quelle union elle était issue :
- Duda, mariée à Guillaume de Moulins-la-Marche, fils de Gautier de Falaise.

### Sources
- (fr) Pierre Bauduin, La Première Normandie (Xe – XIe siècles), Caen, Presses Universitaires de Caen, 2004, 474 p. [détail des éditions] (ISBN 2-84133-145-8).
- (de) Detlev Schwennicke, Europäische Stammtafeln, vol. III.4, 1983, p. 700.
- (fr) Comtes de Meulan.
- (en) Foundation for medieval nobility : Norman Nobility.